# Islas Apipé
Las islas Apipé (del guaraní: lomadas) forman un archipiélago fluvial de Argentina situado en el río Paraná, en el departamento Ituzaingó de la provincia de Corrientes. Constituyen enclaves argentinos en aguas pertenecientes al Paraguay. El archipiélago Apipé se conforma de la isla Apipé Grande (de 277,1 km²), la isla Apipé Chico (23,8 km²), la isla San Martín (3,7 km²), la isla Los Patos (11,73 km²), y numerosas islas e islotes menores. La mayor parte del archipiélago conforma el municipio de San Antonio de Apipé, excepto las islas Apipé Chico, San Martín y todas las ubicadas sobre el riacho Apipé Chico y el brazo principal del Paraná en torno a Apipé Chico, que integran el municipio de Ituzaingó y son colectivamente conocidas como islas de Ituzaingó.
La represa hidroeléctrica de Yacyretá-Apipé, que inició sus operaciones en 1994, se halla a 2200 m al norte del extremo este de Apipé Grande (punta Aguirre), aguas arriba del río Paraná y frente a San Antonio.
Apipé Grande tiene una población que de acuerdo al censo 2001 llegaba a 1508 habitantes, y Apipé Chico unos 800 habitantes. Las islas San Martín, Progreso, Rivadavia, Sarmiento, y otras inmediatas a Ituzaingó también tienen algunos pobladores o casas de fin de semana. La población de estas islas tiende a emigrar.

## Reserva natural
La totalidad de Apipé Grande (27 710 ha) fue declarada reserva natural provincial Apipé Grande por ley n.º 4788 de 1994, pero por el decreto provincial n.º 2280/2005 fue reducida a 5500 ha en el área de Monte Grande. La administración de la reserva es efectuada por la Fundación Ecológica Corrientes Siglo XXI y por el gobierno provincial en convenio con la Entidad Binacional Yacyretá. Su finalidad es reducir los efectos negativos derivados de la construcción de la represa de Yacyretá. Corresponde a la ecorregiones: islas y delta del Paraná, y selva Paranaense. Entre la flora característica destaca la palmera yatay poñí y tres especies vegetales exclusivas: Nothoscordum basalticum, Croton ituzaingensis, y Wettsteiniola apipensis. Existe también una especie animal exclusiva, la lagartija Liolaemus azarai.

## Geografía
El brazo San José Mí del río Paraná circunda la isla Apipé Grande por su lado norte, separándola de las islas Yacyretá, Soto Cué, Yegros, de la costa paraguaya, y de la isla Curé (o Yaqué). En este brazo existe la isla Marco o Marcos (de Argentina, pero ocupada irregularmente por 12 - 15 familias paraguayas) y 12 islotes adyacentes a Apipé Grande, algunos de los cuales integran el departamento de Misiones en Paraguay. El brazo principal del río Paraná, que porta el límite internacional de aguas, corre por el lado sur del archipiélago muy cerca de la costa argentina, y frente a la ciudad de Ituzaingó se le desprenden los brazos denominados riacho Apipé Grande (o riacho Pucú) y riacho Apipé Chico. El primero separa la isla Apipé Grande de la isla Apipé Chico, existiendo en él la isla Carpincho, las islas Cuatro Hermanas (4 islas y un islote), 3 islas menores, y otros 6 islotes. El segundo separa las islas Apipé Chico y San Martín, incluyendo la isla Rivadavia, otra isla en el extremo suroeste de San Martín, y 3 bancos de arena. Sobre el brazo principal del río Paraná e inmediato a la isla San Martín existe una isla, mientras que en el mismo brazo y al sur de la isla Apipé Chico se hallan las islas Sarmiento, Guapurú, dos islotes, y dos islas casi unidas al extremo oeste de Apipé Chico. En el borde sudoeste de Apipé Grande el riacho Los Patos la separa de la isla Los Patos, existiendo 6 islotes en él, mientras que en el brazo principal existe a isla Progreso y 7 islotes en el área. En el extremo sudoeste de Apipé Grande el brazo principal del Paraná desprende el brazo Las Palmas, que porta el límite interdepartamental separando a Apipé Grande de las islas Las Palmas y Tunas del departamento Loreto.
Las islas contienen esteros y anegadizos con surcos de antiguos canales, destacando en el interior de Apipé Grande las lagunas Cambá Cué (1000 ha) y Hermosa (300 ha). Apipé Grande posee dos núcleos de lomadas arenosas elevados unos 10 m sobre el nivel del río y una depresión con lagunas inundables en el medio. Los canales que rodean a las islas son de fondo rocoso y poco profundos y con fuertes corrientes.

## Vías de comunicación
Las islas no tienen comunicación vial con el resto de la provincia, sólo se accede por lancha atravesando el río Paraná desde el puerto de Ituzaingó hasta el muelle de la localidad de San Antonio. Internamente se comunica con la pequeña población de Colonia Uriburu o Vizcaíno, ubicada en el oeste de la isla, a través de un camino de tierra de unos 30 km, del que se desprende otro camino alternativo de 9 km. Otro camino de unos 10,7 km se desprende del primero y comunica con el paraje de Puerto Tala en el sudeste de la isla. Otros parajes poblados del oeste de Apipé Grande son Monte Grande y Puerto Arazá. En Apipé Chico existen algunos senderos que comunican algunas propiedades en el este de la isla y con la escuela primaria.
En San Antonio y en Colonia Uriburo (Puerto Vizcaíno) hay destacamentos de la Prefectura Naval Argentina que realizan el control migratorio. En San Antonio existe una comisaría de la Policía de Corrientes.

## Historia

### Descubrimiento y pertenencia a Itatí
Es posible que la expedición española de Sebastián Caboto (Gaboto) en 1527-1528 haya alcanzado los saltos de Yacyretá-Apipé, que estaban ubicados inmediatamente aguas arriba de Apipé Grande, pues el mapa de Caboto publicado en 1544 señala el lugar como el salto que aze el río, pero nada dice el cronista Luis Ramírez que viajaba con ellos. De acuerdo a una declaración del cabildo indio de Itatí, fechada el 3 de mayo de 1808, Apipé Grande (cuyo nombre original habría sido Itatingua) habría sido el primer asentamiento de esa reducción indígena fundada allí por el franciscano fray Luis de Bolaños el 7 de diciembre de 1615 con 100 guaraníes de la nación yaguá o itatín. Posteriormente trasladada a su ubicación actual a causa del hostigamiento de los payaguás. A causa de diversos conflictos la documentación original de Itatí se perdió en gran parte, pero un inventario conservado de 1779 consigna el derecho del pueblo a la isla Apipé, que estuvo bajo jurisdicción de ese cabildo indígena.
Santiago de Liniers, quien había sido gobernador interino de Misiones, luego de asumir como virrey del Río de la Plata en 1807 denunció ante la Real Hacienda a la isla Apipé como tierra realenga, y pidió merced de ella. Para satisfacerlo el cabildo indio de Itatí y los caciques aceptaron donar la isla a la Real Hacienda, que pasó a propiedad de Liniers. Luego de la Revolución de Mayo y consiguiente fusilamiento de Liniers, el cabildo de Itatí recuperó de hecho la propiedad de Apipé en 1810.Para asistir al Congreso de Oriente en 1815 el cabildo de Itatí eligió a Juan Bautista Fernández, quien llevó la instrucción de reclamar la propiedad de la isla Apipé. En 1818 el cabildo celebró un contrato con el comerciante correntino Antonio Bosque para cortar madera en la isla. Una ley de Corrientes del 19 de febrero de 1825, reglamentada el 18 de mayo de 1826, extinguió la comunidad indígena de Itatí y la propiedad de Apipé pasó al Gobierno de Corrientes.

### Ocupación paraguaya
El Tratado Provisorio de Límites celebrado entre la Provincia de Corrientes y la República del Paraguay del 31 de julio de 1841, no ratificado por Juan Manuel de Rosas como encargado de relaciones exteriores de la Confederación Argentina, estipuló que:

Art. 4.º Las Islas de Apipé, Borda, y las que se hallen mas cercanas al territorio de Corrientes en el Rio Paraná quedan á su favor, y al de la República las que estén en igual caso.
Tratado Provisorio de Límites celebrado entre la Provincia de Corrientes y la República del Paraguay

El 5 de abril de 1848 diez embarcaciones con tropas paraguayas salidas de la Trinchera de San José al mando del comandante Lázaro Centurión se posicionaron sobre Apipé. Luego de retirarse regresaron el 14 de mayo, expulsaron a los pobladores, obrajeros y militares correntinos y ocuparon la isla. En los meses siguientes Paraguay ocupó también la costa adyacente hasta la Tranquera de Loreto. En 1851 cuando las provincias de Entre Ríos y Corrientes se pronunciaron contra Rosas enviaron a Nicanor Molinas al Paraguay en busca de una alianza, llevando la instrucción de reclamar la devolución de la isla Apipé.

### Devolución de Apipé a Argentina
La Confederación Argentina y Paraguay firmaron un tratado el 15 de julio de 1852 respetando la pertenencia de las islas según su adyacencia a las costas respectivas de acuerdo a lo establecido en el tratado de 1841 que nunca fue reputado válido por el Gobierno argentino, pero no fue ratificado por Argentina —si por Paraguay— y no entró en vigor a causa de la caída del Gobierno argentino. Por este tratado Paraguay reconocía expresamente Apipé como argentina, obteniendo a su favor el reconocimiento de su independencia, pero no fue desocupada. El 31 de octubre de 1852 Paraguay cerró la navegación del río Paraná a partir de la ciudad de Corrientes, y en simultáneo desalojó a los obrajeros correntinos de Apipé.
En 1855 el naturalista francés Martin de Moussy visitó la isla y escribió refiriéndose a los bosques: ... los de la isla Apipé están casi agotados.
Un nuevo tratado entre Argentina y Paraguay fue firmado el 29 de julio de 1856 postergando la cuestión de límites y declarando la libertad de navegación para los buques mercantes y de guerra de ambos países en los ríos Paraná, Paraguay y Bermejo. En el artículo XXV se estipuló:

... se declara que la Isla de Apipé en el Paraná pertenece á la Confederacion Arjentina ...

En octubre de 1865 la isla Apipé fue desalojada por Paraguay retornando a la posesión correntina.
Luego de finalizar la guerra de la Triple Alianza ambos países firmaron tres tratados el 3 de febrero de 1876, uno de ellos de límites, cuyas ratificaciones fueron canjeadas el 13 de septiembre de 1876. Ese tratado estableció el límite entre ambos países en el río Paraná y mantuvo la adjudicación de islas de los tratados no ratificados anteriores:

Art. 1.º La República del Paraguay se divide por la parte del Este y Sur de la República Argentina, por la mitad de la corriente del canal principal del Río Paraná desde su confluencia con el Río Paraguay, hasta encontrar por su margen izquierda los límites del Imperio del Brasil, perteneciendo la Isla de Apipé á la República Argentina, y la Isla de Yaciretá á la del Paraguay, como se declaró en el Tratado de 1856.
Tratado de Límites entre la República Argentina y la República de Paraguay

El 4 de octubre de 1895 Corrientes promulgó una ley que dispuso la mensura de Apipé. Al mensurar se reservaron 988 ha para establecer un pueblo llamado General Uriburu en homenaje al exgobernador del Territorio Nacional del Chaco Napoleón Uriburu, junto al puerto denominado Vizcaíno. Ese año el gobernador Valentín Virasoro inauguró la colonia, estableciéndose un destacamento policial que prohibió la tala de árboles. En 1896 se estableció una escuela, y en 1898 la iglesia de San Antonio y el cementerio.

### Demarcación del límite
Luego del tratado de límites de 1876 la navegación en todos los canales del río Paraná quedó liberada para ambos países y la mitad de la corriente principal del río quedó así establecida como límite de las aguas entre ambos. Mientras que las islas —excepto las ya adjudicadas: Cerrito, Apipé, y Yacyretá— debían adjudicarse al país del que se hallasen más cercanas, pero su adjudicación permaneció sin definirse hasta las últimas décadas del siglo XX, aunque Argentina preparó proyectos en 1919 y 1924 que no prosperaron.
El 3 de diciembre de 1973 se firmó el Tratado de Yacyretá que estipuló en el artículo XV que: ... las Altas Partes Contratantes procederán a demarcar, antes de la iniciación de las obras e instalaciones, el límite establecido en el Artículo 1 del Tratado de Límites del 3 de febrero de 1.876.
El 30 de agosto de 1979 se ampliaron las facultades de la Comisión Mixta Demarcadora de Límites Argentino-Paraguaya, que desde el 1 de julio de 1945 actuaba en el río Pilcomayo, para demarcar el límite afectado a la construcción de la represa de Yacyretá entre Ita Ibaté y Corpus. El 26 de mayo de 1981 la comisión aprobó la traza del límite en ese tramo del río, pero no tenía mandato de adjudicar las islas. A partir de ese momento las islas Apipé quedaron formalmente enclavadas en aguas paraguayas, comenzando Paraguay a ejercer jurisdicción sobre esas aguas, lo que dio lugar a numerosas quejas de la población isleña que perdió sus zonas de pesca y quedó separada del resto de Argentina.
El 21 de diciembre de 1987 fueron cruzadas notas reversales mediante las cuales se asignó a la Comisión Mixta Demarcadora de Límites la demarcación de todo el límite fluvial entre ambos países en el río Paraná, incluyendo la adjudicación de las islas. El 17 de diciembre de 1989 la comisión dividió el río en tres sectores, correspondiendo las islas Apipé a la 2.ª Zona entre Itá Ibaté y Corpus. La aprobación de las islas de este sector se hizo el 28 de diciembre de 1989, con excepción de la isla Talavera y adyacentes en el canal de los Jesuitas.
El 18 de junio de 1997 ambos países intercambiaron notas reversales reiterando el derecho de cada parte a acceder por agua y aire a cualquier punto de las islas enclavadas que cada país posee en aguas del otro.